# Mariam Habach
Mariam Habach(sinh ngày 26 tháng 1 năm 1996) là một người mẫu thời trang và một thí sinh các cuộc thi sắc đẹp người Venezuela đã giành danh hiệu Hoa hậu Venezuela 2015. Cô đại diện cho bang Lara tại cuộc thi quốc gia và đại diện cho Venezuela tại cuộc thi Hoa hậu Hoàn vũ 2016. Là một trong những đại diện Venezuela cuối cùng được đào tạo bởi Osmel Sousa

## Cuộc sống cá nhân
Habach là một sinh viên nha khoa và được nuôi dưỡng trong một gia đình có nguồn gốc từ Syria và Ý cùng với hai anh em ở làng El Tocuyo. Cha cô, Antonios, được sinh ra tại thành phố Tartus, Syria và gia đình mẹ cô đến từ Fontanarosa và Agrigento, Ý trong Thế chiến II. Habach có thể sử dụng bốn ngôn ngữ: tiếng Tây Ban Nha, tiếng Anh, tiếng Ả Rập và tiếng Ý.

## Hoa hậu Hoàn vũ 2016
Habach đại diện cho Venezuela tại Hoa hậu Hoàn vũ 2016, cô là một trong những thí sinh sáng giá để giành chiến thắng theo một số trang web nói về cuộc thi. Cô cũng giành được ba giải thưởng đặc biệt do các nhà tài trợ địa phương đưa ra trong các hoạt động trước kỳ thi tại Philippines. Trong cuộc thi sơ bộ, cô đã được giới thiệu với báo chí truyền hình thành tích chiến thắng cả chín cuộc thi sắc đẹp cô tham gia.
Habach cũng được biết mặc áo choàng terno Maria Clara vàng, tranh chấp với việc chiếc áo này ban đầu được đặt trước bởi cựu Hoa hậu Cộng hòa Séc Andrea Bezděková nhưng nhà thiết kế cuối cùng đã chuyển chiếc áo cho Habach.